# Dave Casper
David John Casper (Bemidji, 2 febbraio 1952) è un ex giocatore di football americano statunitense, inserito nella Pro Football Hall of Fame nel 2002.

## Carriera
Dave Casper iniziò a giocare a football americano ad alto livello alla University of Notre Dame, mettendosi in evidenza prima come tackle e poi come tight end.
Casper venne scelto al secondo giro dei Draft NFL 1974 dagli Oakland Raiders, squadra con la quale giocò 6 stagioni e la prima parte di una settima. Dopo aver giocato 6 partite del campionato 1980, passò agli Houston Oilers, con i quali disputò le altre 10 partite nella stagione ed altre due stagioni. Nel 1983 giocò altre 3 partite con gli Oilers, prima di passare ai Minnesota Vikings, con i quali concluse la stagione. L'ultima stagione della sua carriera fu il 1984, quando tornò ai Raiders, nel frattempo trasferitisi a Los Angeles.

## Palmarès
Durante la sua carriera, Dave Casper giunse a disputare ed a vincere due Super Bowl, entrambi con gli Oakland Raiders: il Super Bowl XI, vinto contro i Minnesota Vikings, ed il Super Bowl XV, vinto contro i Philadelphia Eagles.
Tra i riconoscimenti a livello individuale, si ricordano:
- 5 convocazioni per il Pro Bowl, ininterrottamente dal 1976 al 1980
- Inserito nella formazione ideale della NFL degli anni 1970